# 硒化钙
硒化钙是硒和钙以等化学计量比形成的化合物，化学式为CaSe。

## 制备
硒化钙可以由硒化氢和金属钙在液氨中反应得到。
Ca + H2Se → CaSe + H2
它也可以由硒酸钙被氢气还原而成。
{\displaystyle {\ce {CaSeO4 + 4 H2 -> CaSe + 4 H2O}}}
硒和钙在550℃的惰性气体下直接反应也可以得到硒化钙，不过产率只有50%。

## 性质

### 物理性质
和其它碱土金属硒化物一样，硒化钙是立方晶系的。

### 化学性质
硒化钙和硒化铟在真空中高温反应，生成CaIn2Se4。
CaSe + In2Se3 → CaIn2Se4
在熔点时，如果接触到氧气，硒化钙会分解成氧化钙和二氧化硒。硒化钙在室温下水解。

## 用处
硒化钙最常用于磷光体。它在红外光照射下会发出蓝光。

## 毒性
摄入硒化钙有毒，会损害器官。